# 西新町駅
西新町駅（にししんまちえき）は、兵庫県明石市西新町三丁目にある、山陽電気鉄道本線の駅。駅番号はSY 18。

## 歴史

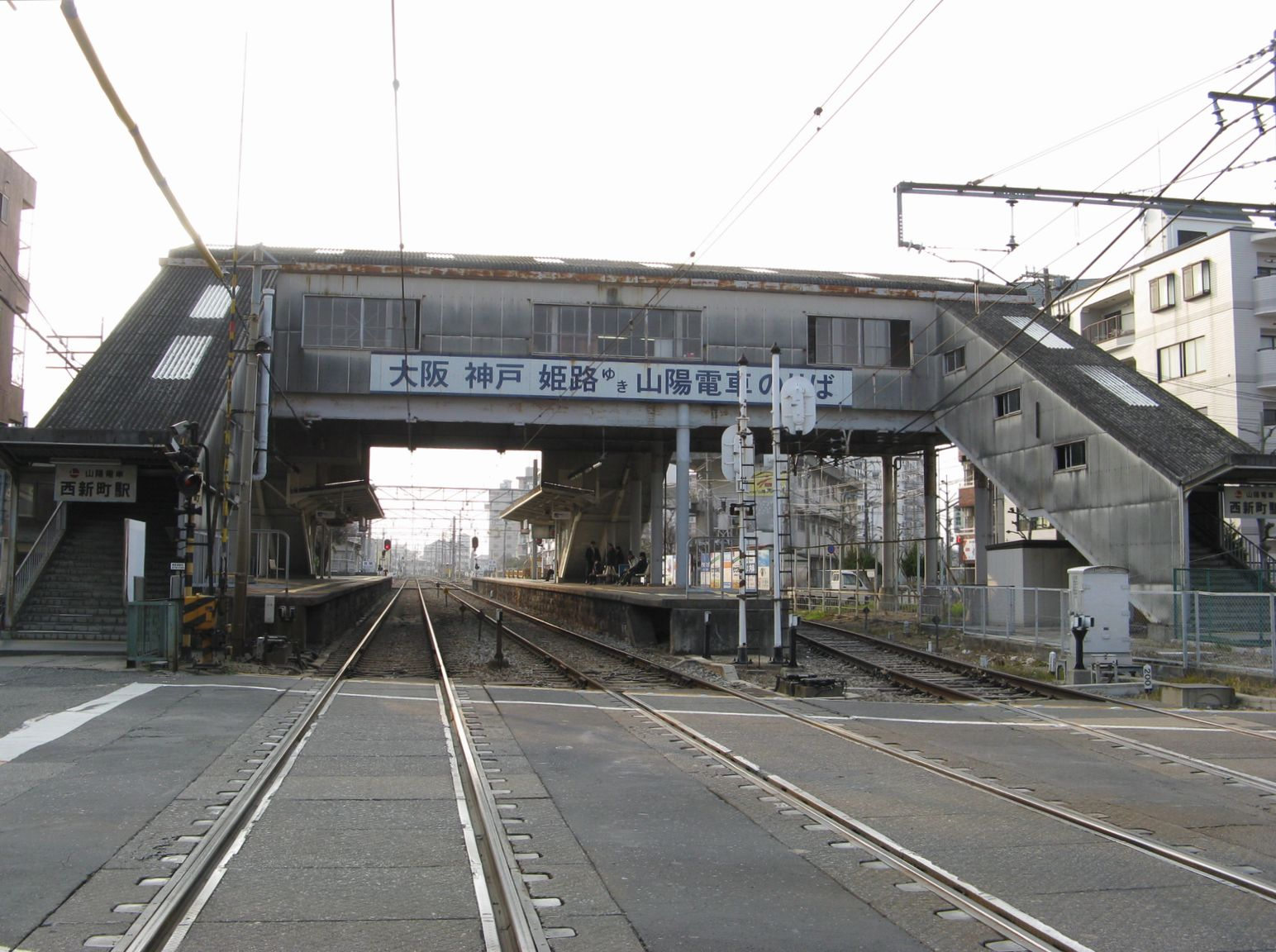
旧駅舎

- 1923年（大正12年）8月19日：神戸姫路電気鉄道開業と同時に設置[1][3]。
- 1927年（昭和2年）4月1日：宇治川電気により合併され、同社の駅となる。
- 1933年（昭和8年）6月6日：宇治川電気の鉄道部門が分離され、山陽電気鉄道の駅となる。
- 1947年（昭和22年）：駅移転[1][3]。
- 1948年（昭和23年）3月1日：急行停車駅となる。
- 1971年（昭和46年）3月27日：橋上駅化[1][3]。
- 1984年（昭和59年）3月25日：急行の設定消滅により、優等列車の停車が無くなる。
- 2006年（平成18年）12月：明石川 - 林崎付近高架化工事が開始される。
- 2011年（平成23年）6月18日：明石川 - 林崎付近間仮線切り替えに伴い仮ホームへ移転[2]。
- 2015年（平成26年）6月20日：明石川 - 林崎付近間の高架化完了に伴い、高架駅となる[2]。

## 駅構造
相対式2面2線のホームを持つ高架駅で、地上から改札口および改札口からプラットホームの間にエスカレーター（昇りのみ）とエレベーターが設置されており、改札内には多機能トイレ、プラットホーム上には空調つき待合室が設置されている。
上下線共に場内信号機と出発信号機が設置されているので停車場として分類される。ただし、高架化工事期間中の仮線時代は停留所扱いとなっていた。
かつては単式・島式の複合型2面3線のホームを持ち、神戸方面行ホームが島式となっていた。しかし、その後旅客列車は2面2線しか使用しなくなり、使われなくなった3番線は高架化事業の影響で場内信号機・出発信号機が撤去、進入できなくなり、ホームにもフェンスが設けられ、2009年2月までには3番線の線路も撤去された。
橋上駅時代の出入口は神戸寄りの南北双方にあり、改札口は1ヶ所のみで窓口は基本的に無人化されていた。前述したように高架化工事が行われており、完成後の高架駅は最初から相対式2面2線となった。
また、2010年4月10日始発から、西側の仮駅舎が使用開始となり、旧駅舎は一部解体工事が行われ、南北間ホーム連絡用の階段として使用されていた。
明石川から林崎松江海岸駅までの高架化事業に伴い、2011年6月18日始発から、林崎付近～明石川の仮線切り替えに伴いホームが仮ホームに変更され、これまでのホームは使用停止となった。仮駅舎は上り・下り双方に設けられていた。
2015年2月8日付で駅の近傍にあった忘れ物預かり所が閉鎖され、人丸前駅近傍に移転した。
2015年6月20日始発から高架に切り替えられ、当駅西側に引き上げ線が設置された。

### のりば
| 番線 | 路線 | 方向 | 行先                 |
| ---- | ---- | ---- | -------------------- |
| 1    | 本線 | 下り | 高砂・姫路・網干方面 |
| 2    | 本線 | 上り | 明石・神戸・大阪方面 |

付記事項
- 以前は当駅に車庫があったが、車庫機能は1968年に東二見駅へ移転している[1]。（東二見車両基地を参照）3番線が存在していたのは、車庫があった時代の名残とされる。その3番線は、かつては当駅折り返しの神戸方面への列車が運転されており、折り返しの始発列車が使用していた。また、かつて急行列車が運転されていた頃はその急行列車の停車駅であり、神戸方面の急行と普通列車は明石駅ではなく当駅で緩急接続を行っており、その際に、普通列車の待避線として使われていた。この乗り場は、ホームの西側にポイントがかかっており、車庫からの出庫も可能。また、駅構内の車庫跡は、一部の側線が保守基地として使用されていたが、高架化工事に伴い、八木総合事務所として中八木 - 江井ヶ島間に移転している。
- 山陽電車の車両の正面行先には『西新町』の表示が入っている。

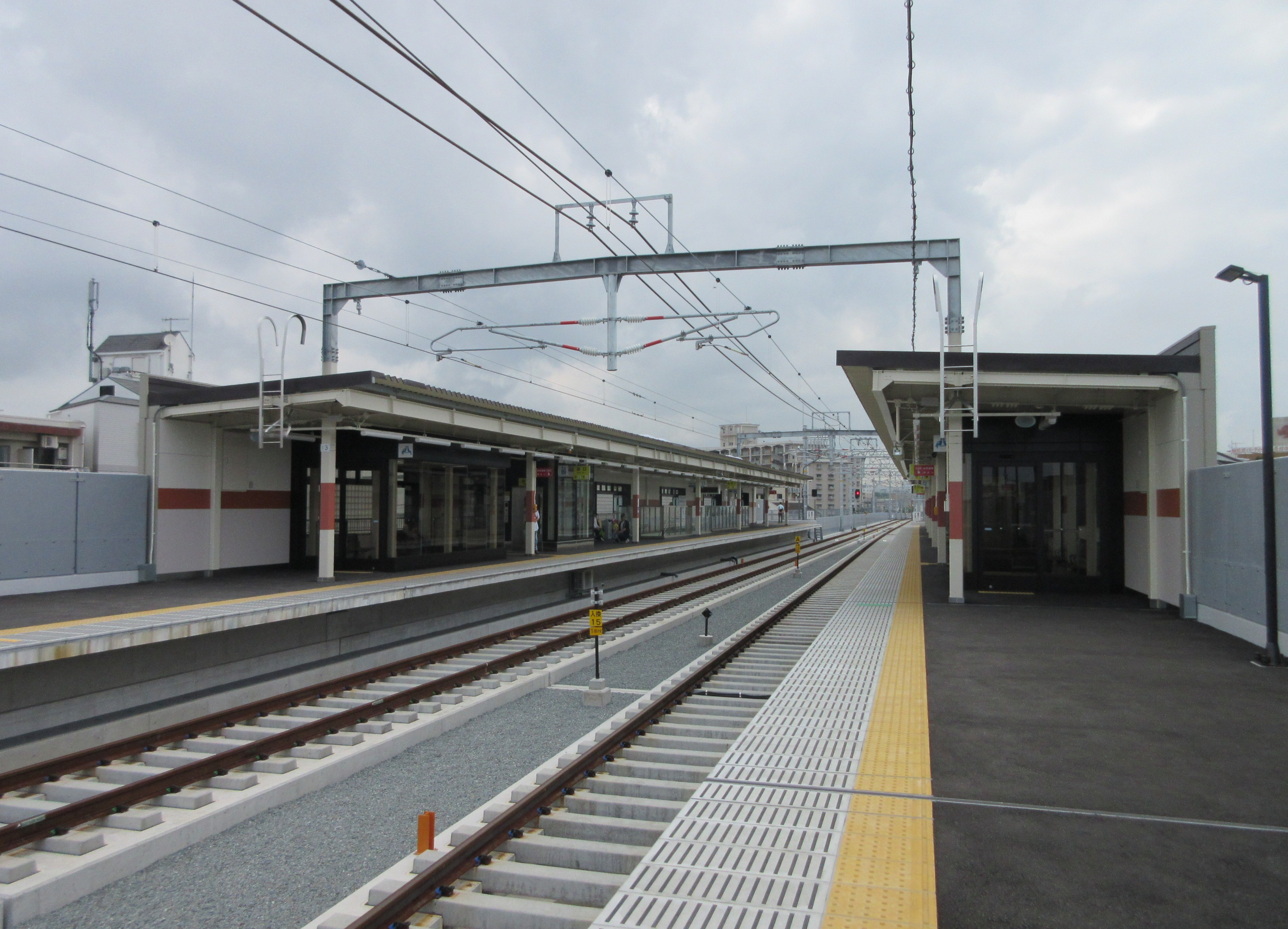
高架化後のプラットホーム
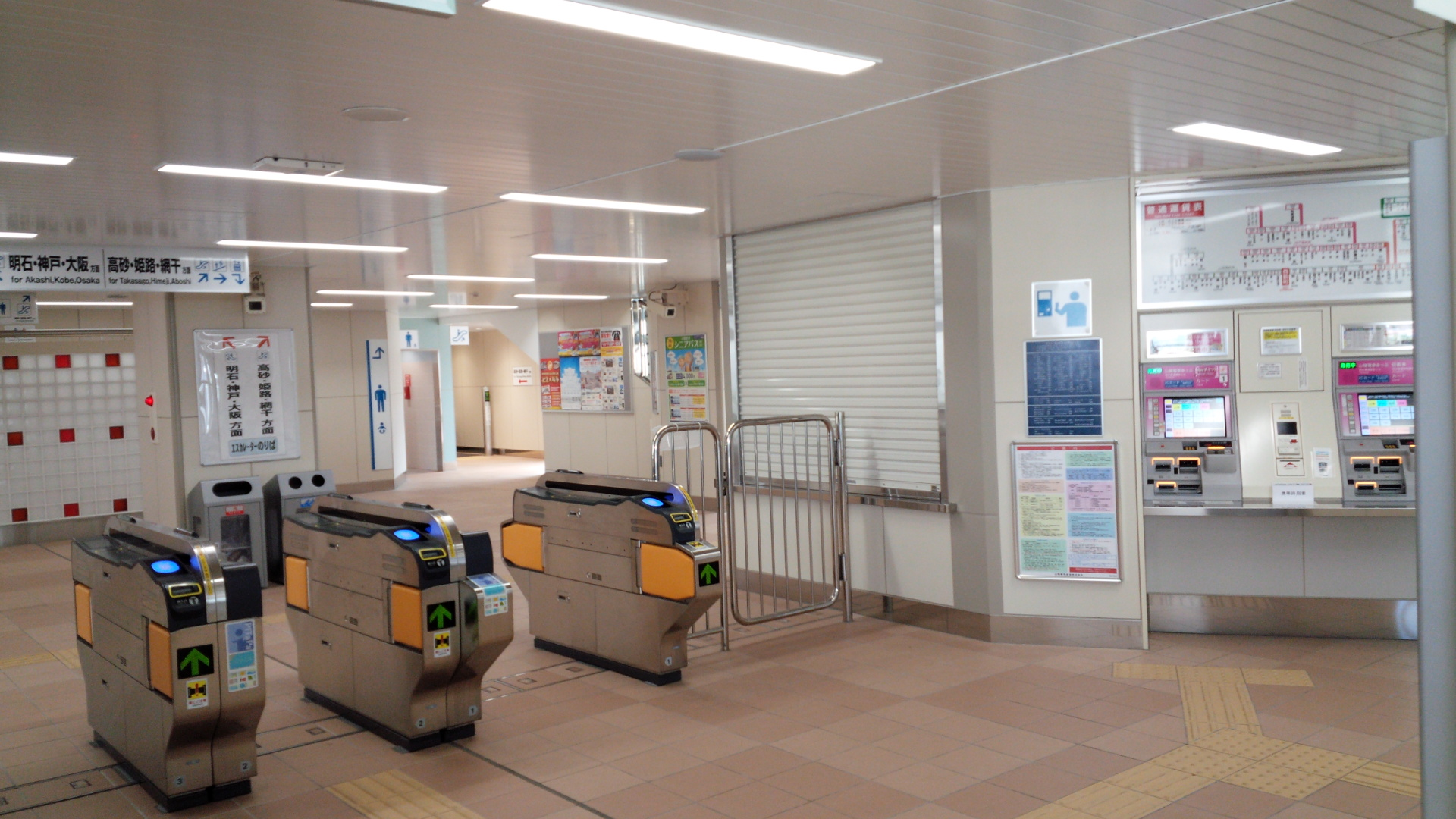
高架化後の駅改札口
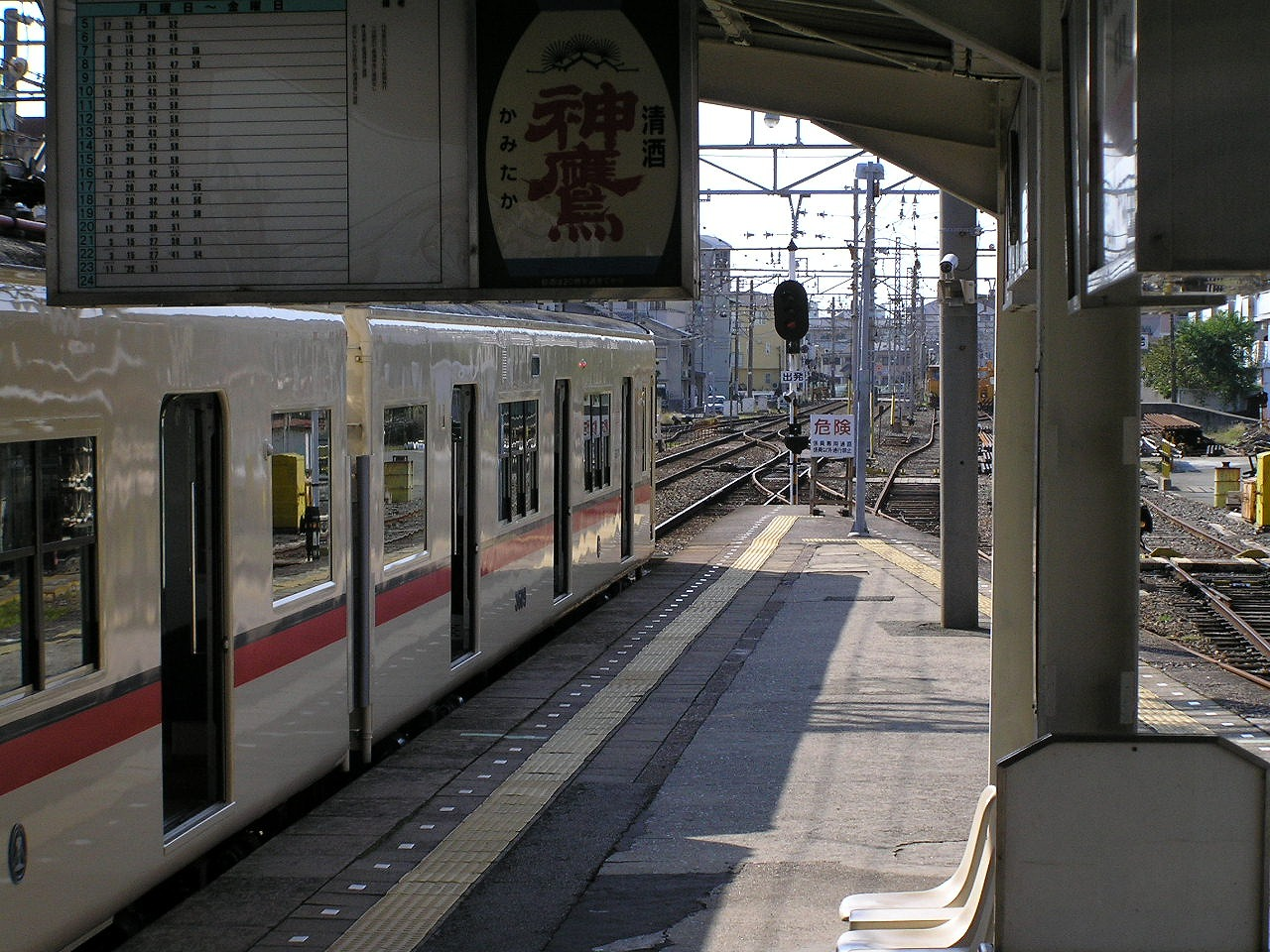
地上駅当時の西新町駅ホーム
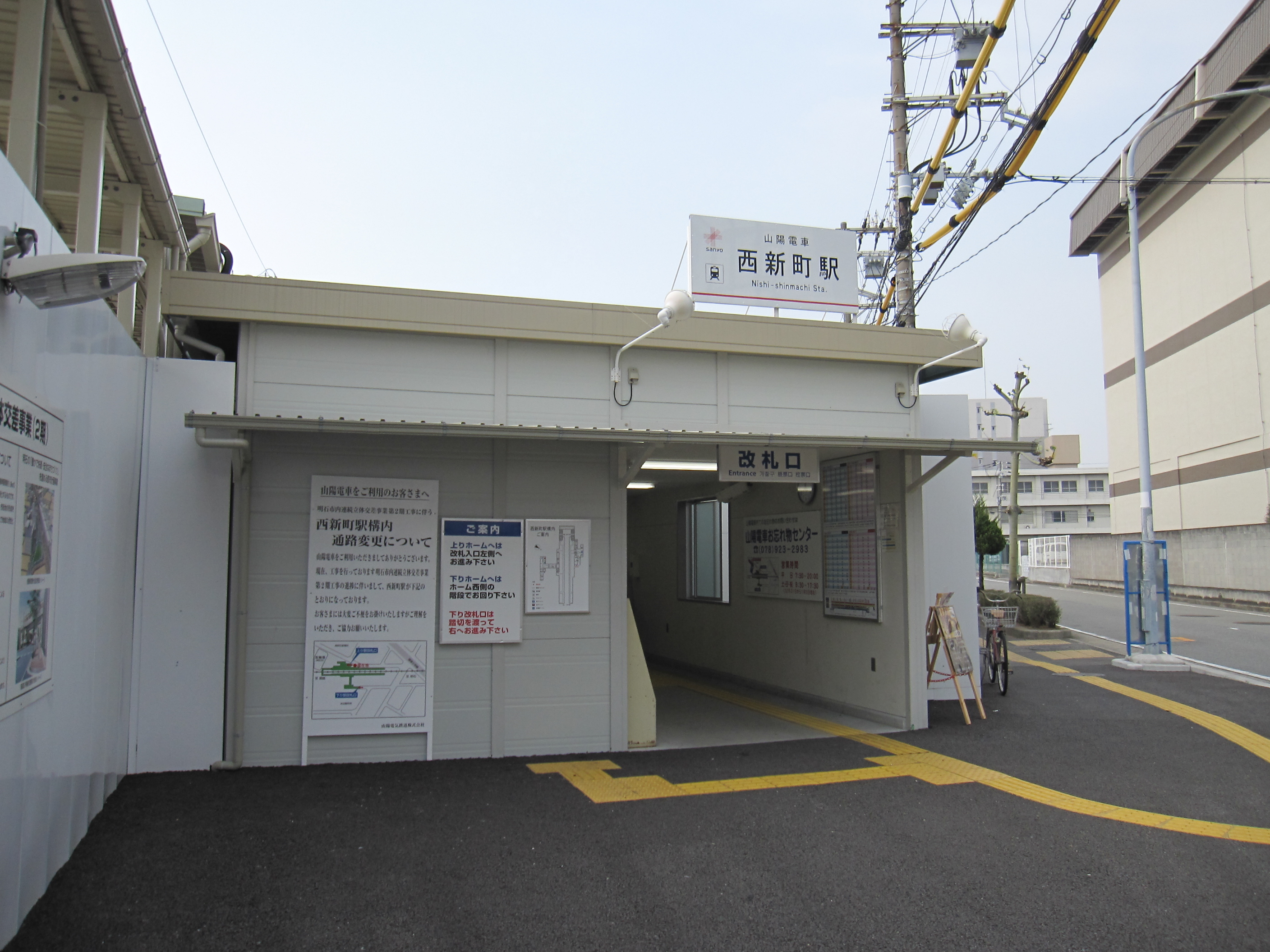
仮駅当時の北側駅舎

## 利用状況
1日あたりの乗車人員 2,707人（2021年度）
以下に各年の乗車人員を示す。

### 昭和・平成
| 昭和・平成 | 昭和・平成   | 昭和・平成   | 昭和・平成   | 昭和・平成      | 昭和・平成      | 昭和・平成      | 昭和・平成      | 昭和・平成 | 昭和・平成 | 昭和・平成 | 昭和・平成 | 昭和・平成 | 昭和・平成 |
| 年度       | 乗車人員総数 | 乗車人員総数 | 乗車人員総数 | 内 定期利用者数 | 内 定期利用者数 | 内 定期利用者数 | 内 定期利用者数 | 出典       | 出典       | 出典       | 出典       | 出典       | 出典       |
| 年度       | 人/日        | 増減         | 順位         | 人/日           | 増減            | 利用率          | 順位            | 神         | 明         | 播         | 加         | 高         | 姫         |
| ---------- | ------------ | ------------ | ------------ | --------------- | --------------- | --------------- | --------------- | ---------- | ---------- | ---------- | ---------- | ---------- | ---------- |
| 1949(S24)  | 4,392        |              |              |                 |                 |                 |                 |            | [ 明 2 ]   |            |            |            |            |
| 1950(S25)  | 4,474        | 1.87%        |              |                 |                 |                 |                 |            | [ 明 3 ]   |            |            |            |            |
| 1951(S26)  |              |              |              |                 |                 |                 |                 |            |            |            |            |            |            |
| 1952(S27)  |              |              |              |                 |                 |                 |                 |            |            |            |            |            |            |
| 1953(S28)  |              |              |              |                 |                 |                 |                 |            |            |            |            |            |            |
| 1954(S29)  |              |              |              |                 |                 |                 |                 |            |            |            |            |            |            |
| 1955(S30)  |              |              |              |                 |                 |                 |                 |            |            |            |            |            |            |
| 1956(S31)  | 2,979        |              |              |                 |                 |                 |                 |            | [ 明 4 ]   |            |            |            |            |
| 1957(S32)  |              |              |              |                 |                 |                 |                 |            |            |            |            |            |            |
| 1958(S33)  |              |              |              |                 |                 |                 |                 |            |            |            |            |            |            |
| 1959(S34)  | 2,964        |              |              |                 |                 |                 |                 |            | [ 明 5 ]   |            |            |            |            |
| 1960(S35)  | 3,182        | 7.35%        |              |                 |                 |                 |                 |            | [ 明 6 ]   |            |            |            |            |
| 1961(S36)  | 3,492        | 9.76%        |              |                 |                 |                 |                 |            | [ 明 7 ]   |            |            |            |            |
| 1962(S37)  | 3,824        | 9.50%        |              |                 |                 |                 |                 |            | [ 明 7 ]   |            |            |            |            |
| 1963(S38)  | 4,291        | 12.22%       |              |                 |                 |                 |                 |            | [ 明 7 ]   |            |            |            |            |
| 1964(S39)  | 4,599        | 7.18%        |              |                 |                 |                 |                 |            | [ 明 7 ]   |            |            |            |            |
| 1965(S40)  | 4,411        | -4.09%       |              |                 |                 |                 |                 |            | [ 明 7 ]   |            |            |            |            |
| 1966(S41)  | 4,332        | -1.80%       |              |                 |                 |                 |                 |            | [ 明 8 ]   |            |            |            |            |
| 1967(S42)  | 4,310        | -0.51%       |              |                 |                 |                 |                 |            | [ 明 8 ]   |            |            |            |            |
| 1968(S43)  | 4,255        | -1.27%       |              |                 |                 |                 |                 |            | [ 明 8 ]   |            |            |            |            |
| 1969(S44)  | 4,167        | -2.06%       |              |                 |                 |                 |                 |            | [ 明 8 ]   |            |            |            |            |
| 1970(S45)  | 3,953        | -5.13%       |              |                 |                 |                 |                 |            | [ 明 8 ]   |            |            |            |            |
| 1971(S46)  | 3,868        | -2.15%       |              | 2,556           |                 | 66.08%          |                 |            | [ 明 9 ]   |            |            |            |            |
| 1972(S47)  | 3,805        | -1.63%       |              | 2,542           | -0.54%          | 66.81%          |                 |            | [ 明 10 ]  |            |            |            |            |
| 1973(S48)  | 3,652        | -4.03%       |              | 2,375           | -6.57%          | 65.04%          |                 |            | [ 明 11 ]  |            |            |            |            |
| 1974(S49)  | 3,608        | -1.20%       |              | 2,348           | -1.15%          | 65.07%          |                 |            | [ 明 12 ]  |            |            |            |            |
| 1975(S50)  | 3,564        | -1.21%       |              | 2,282           | -2.80%          | 64.03%          |                 |            | [ 明 13 ]  |            |            |            |            |
| 1976(S51)  | 4,181        | 17.29%       |              | 3,090           | 35.41%          | 73.92%          |                 |            | [ 明 14 ]  |            |            |            |            |
| 1977(S52)  | 4,005        | -4.19%       |              | 2,866           | -7.27%          | 71.55%          |                 |            | [ 明 15 ]  |            |            |            |            |
| 1978(S53)  | 3,915        | -2.26%       | 14/48        | 2,866           | 0.00%           | 73.20%          |                 | [ 神 1 ]   | [ 明 16 ]  | [ 播 1 ]   | [ 加 1 ]   | [ 高 1 ]   | [ 姫 1 ]   |
| 1979(S54)  | 3,863        | -1.33%       | 14/48        | 2,729           | -4.78%          | 70.64%          |                 | [ 神 1 ]   | [ 明 17 ]  | [ 播 1 ]   | [ 加 1 ]   | [ 高 1 ]   | [ 姫 2 ]   |
| 1980(S55)  | 3,732        | -3.40%       | 14/48        | 2,581           | -5.42%          | 69.16%          |                 | [ 神 1 ]   | [ 明 18 ]  | [ 播 1 ]   | [ 加 1 ]   | [ 高 1 ]   | [ 姫 2 ]   |
| 1981(S56)  | 3,732        | 0.00%        | 14/48        | 2,570           | -0.42%          | 68.87%          |                 | [ 神 1 ]   | [ 明 19 ]  | [ 播 2 ]   | [ 加 2 ]   | [ 高 1 ]   | [ 姫 2 ]   |
| 1982(S57)  | 3,523        | -5.58%       | 18/48        | 2,452           | -4.58%          | 69.60%          |                 | [ 神 2 ]   | [ 明 20 ]  | [ 播 2 ]   | [ 加 2 ]   | [ 高 2 ]   | [ 姫 2 ]   |
| 1983(S58)  | 3,356        | -4.74%       | 18/48        | 2,290           | -6.59%          | 68.24%          |                 | [ 神 2 ]   | [ 明 20 ]  | [ 播 2 ]   | [ 加 2 ]   | [ 高 3 ]   | [ 姫 2 ]   |
| 1984(S59)  | 3,225        | -3.92%       | 18/48        | 2,219           | -3.11%          | 68.82%          |                 | [ 神 2 ]   | [ 明 20 ]  | [ 播 2 ]   | [ 加 2 ]   | [ 高 3 ]   | [ 姫 3 ]   |
| 1985(S60)  | 2,789        | -13.51%      | 19/48        | 1,800           | -18.89%         | 64.54%          |                 | [ 神 2 ]   | [ 明 20 ]  | [ 播 2 ]   | [ 加 2 ]   | [ 高 3 ]   | [ 姫 3 ]   |
| 1986(S61)  | 2,668        | -4.32%       | 19/48        | 1,701           | -5.48%          | 63.76%          |                 | [ 神 2 ]   | [ 明 20 ]  | [ 播 2 ]   | [ 加 3 ]   | [ 高 3 ]   | [ 姫 3 ]   |
| 1987(S62)  | 2,589        | -2.98%       | 19/48        | 1,671           | -1.77%          | 64.55%          |                 | [ 神 3 ]   | [ 明 21 ]  | [ 播 2 ]   | [ 加 3 ]   | [ 高 3 ]   | [ 姫 3 ]   |
| 1988(S63)  | 2,545        | -1.69%       | 19/48        | 1,641           | -1.80%          | 64.48%          |                 | [ 神 3 ]   | [ 明 21 ]  | [ 播 2 ]   | [ 加 3 ]   | [ 高 3 ]   | [ 姫 4 ]   |
| 1989(H01)  | 2,427        | -4.63%       |              | 1,553           | -5.34%          | 64.00%          |                 | [ 神 3 ]   | [ 明 21 ]  | [ 播 2 ]   | [ 加 3 ]   | [ 高 4 ]   | [ 姫 4 ]   |
| 1990(H02)  | 2,468        | 1.69%        | 19/48        | 1,581           | 1.76%           | 64.04%          |                 | [ 神 3 ]   | [ 明 21 ]  | [ 播 3 ]   | [ 加 3 ]   | [ 高 4 ]   | [ 姫 4 ]   |
| 1991(H03)  | 2,636        | 6.77%        |              | 1,647           | 4.16%           | 62.47%          |                 | [ 神 3 ]   | [ 明 22 ]  | [ 播 3 ]   | [ 加 4 ]   | [ 高 4 ]   | [ 姫 4 ]   |
| 1992(H04)  | 2,830        | 7.38%        | 19/48        | 1,712           | 3.99%           | 60.50%          |                 | [ 神 4 ]   | [ 明 22 ]  | [ 播 4 ]   | [ 加 4 ]   | [ 高 4 ]   | [ 姫 4 ]   |
| 1993(H05)  | 2,882        | 1.84%        | 19/48        | 1,737           | 1.44%           | 60.27%          |                 | [ 神 4 ]   | [ 明 22 ]  | [ 播 4 ]   | [ 加 4 ]   | [ 高 5 ]   | [ 姫 5 ]   |
| 1994(H06)  | 2,726        | -5.42%       | 20/48        | 1,592           | -8.36%          | 58.39%          |                 | [ 神 4 ]   | [ 明 22 ]  | [ 播 4 ]   | [ 加 4 ]   | [ 高 5 ]   | [ 姫 5 ]   |
| 1995(H07)  | 2,770        | 1.61%        | 17/48        | 1,542           | -3.10%          | 55.69%          |                 | [ 神 4 ]   | [ 明 22 ]  | [ 播 4 ]   | [ 加 5 ]   | [ 高 5 ]   | [ 姫 5 ]   |
| 1996(H08)  | 2,756        | -0.49%       | 19/48        | 1,551           | 0.53%           | 56.26%          |                 | [ 神 4 ]   | [ 明 23 ]  | [ 播 4 ]   | [ 加 5 ]   | [ 高 5 ]   | [ 姫 5 ]   |
| 1997(H09)  | 2,636        | -4.37%       | 19/48        | 1,499           | -3.36%          | 56.86%          |                 | [ 神 5 ]   | [ 明 23 ]  | [ 播 4 ]   | [ 加 5 ]   | [ 高 6 ]   | [ 姫 5 ]   |
| 1998(H10)  | 2,534        | -3.85%       | 19/48        | 1,441           | -3.84%          | 56.86%          |                 | [ 神 5 ]   | [ 明 23 ]  | [ 播 4 ]   | [ 加 5 ]   | [ 高 6 ]   | [ 姫 6 ]   |
| 1999(H11)  | 2,345        | -7.46%       | 20/48        | 1,348           | -6.46%          | 57.48%          |                 | [ 神 5 ]   | [ 明 23 ]  | [ 播 4 ]   | [ 加 5 ]   | [ 高 6 ]   | [ 姫 6 ]   |
| 2000(H12)  | 2,323        | -0.93%       | 19/48        | 1,323           | -1.83%          | 56.96%          |                 | [ 神 5 ]   | [ 明 23 ]  | [ 播 4 ]   | [ 加 6 ]   | [ 高 6 ]   | [ 姫 6 ]   |
| 2001(H13)  | 2,230        | -4.01%       | 19/48        | 1,233           | -6.83%          | 55.28%          |                 | [ 神 5 ]   | [ 明 24 ]  | [ 播 5 ]   | [ 加 6 ]   | [ 高 6 ]   | [ 姫 6 ]   |
| 2002(H14)  | 2,129        | -4.55%       | 19/48        | 1,164           | -5.56%          | 54.70%          |                 | [ 神 6 ]   | [ 明 24 ]  | [ 播 5 ]   | [ 加 6 ]   | [ 高 6 ]   | [ 姫 6 ]   |
| 2003(H15)  | 2,033        | -4.50%       | 20/48        | 1,071           | -8.00%          | 52.70%          |                 | [ 神 6 ]   | [ 明 24 ]  | [ 播 5 ]   | [ 加 6 ]   | [ 高 6 ]   | [ 姫 7 ]   |
| 2004(H16)  | 1,921        | -5.53%       | 20/49        | 986             | -7.93%          | 51.36%          |                 | [ 神 6 ]   | [ 明 24 ]  | [ 播 5 ]   | [ 加 6 ]   | [ 高 7 ]   | [ 姫 7 ]   |
| 2005(H17)  | 1,882        | -2.00%       | 21/49        | 975             | -1.11%          | 51.82%          |                 | [ 神 6 ]   | [ 明 24 ]  | [ 播 5 ]   | [ 加 7 ]   | [ 高 7 ]   | [ 姫 7 ]   |
| 2006(H18)  | 1,940        | 3.06%        | 19/49        | 992             | 1.69%           | 51.13%          |                 | [ 神 6 ]   | [ 明 25 ]  | [ 播 5 ]   | [ 加 7 ]   | [ 高 7 ]   | [ 姫 7 ]   |
| 2007(H19)  | 1,942        | 0.14%        | 20/49        | 989             | -0.28%          | 50.92%          |                 | [ 神 7 ]   | [ 明 25 ]  | [ 播 6 ]   | [ 加 7 ]   | [ 高 7 ]   | [ 姫 7 ]   |
| 2008(H20)  | 1,912        | -1.55%       | 21/49        | 1,005           | 1.66%           | 52.58%          |                 | [ 神 7 ]   | [ 明 25 ]  | [ 播 6 ]   | [ 加 7 ]   | [ 高 7 ]   | [ 姫 8 ]   |
| 2009(H21)  | 1,866        | -2.44%       | 22/49        | 1,022           | 1.63%           | 54.77%          |                 | [ 神 7 ]   | [ 明 25 ]  | [ 播 6 ]   | [ 加 7 ]   | [ 高 7 ]   | [ 姫 8 ]   |
| 2010(H22)  | 1,921        | 2.94%        | 21/49        | 1,079           | 5.63%           | 56.21%          |                 | [ 神 7 ]   | [ 明 25 ]  | [ 播 6 ]   | [ 加 8 ]   | [ 高 7 ]   | [ 姫 8 ]   |
| 2011(H23)  | 2,027        | 5.56%        | 21/49        | 1,156           | 7.11%           | 57.03%          |                 | [ 神 7 ]   | [ 明 26 ]  | [ 播 6 ]   | [ 加 8 ]   | [ 高 8 ]   | [ 姫 8 ]   |
| 2012(H24)  | 2,085        | 2.84%        | 20/49        | 1,200           | 3.79%           | 57.56%          |                 | [ 神 8 ]   | [ 明 26 ]  | [ 播 6 ]   | [ 加 8 ]   | [ 高 8 ]   | [ 姫 8 ]   |
| 2013(H25)  | 2,126        | 1.97%        | 21/49        | 1,230           | 2.51%           | 57.86%          |                 | [ 神 8 ]   | [ 明 26 ]  | [ 播 7 ]   | [ 加 8 ]   | [ 高 8 ]   | [ 姫 9 ]   |
| 2014(H26)  | 2,126        | 0.00%        | 21/49        | 1,227           | -0.22%          | 57.73%          |                 | [ 神 8 ]   | [ 明 26 ]  | [ 播 7 ]   | [ 加 9 ]   | [ 高 8 ]   | [ 姫 9 ]   |
| 2015(H27)  | 2,233        | 5.03%        | 21/49        | 1,285           | 4.69%           | 57.55%          |                 | [ 神 8 ]   | [ 明 26 ]  | [ 播 7 ]   | [ 加 9 ]   | [ 高 8 ]   | [ 姫 9 ]   |
| 2016(H28)  | 2,351        | 5.28%        | 19/49        | 1,367           | 6.40%           | 58.16%          |                 | [ 神 8 ]   | [ 明 27 ]  | [ 播 7 ]   | [ 加 9 ]   | [ 高 8 ]   | [ 姫 9 ]   |
| 2017(H29)  | 2,540        | 8.04%        | 16/49        | 1,499           | 9.62%           | 59.01%          | 19/49           | [ 神 9 ]   | [ 明 27 ]  | [ 播 7 ]   | [ 加 9 ]   | [ 高 8 ]   | [ 姫 9 ]   |
| 2018(H30)  | 2,712        | 6.80%        | 15/49        | 1,625           | 8.41%           | 59.90%          | 18/49           | [ 神 9 ]   | [ 明 27 ]  | [ 播 8 ]   | [ 加 9 ]   | [ 高 9 ]   | [ 姫 10 ]  |

### 令和以降
| 令和以降  | 令和以降     | 令和以降     | 令和以降        | 令和以降        | 令和以降        | 令和以降 |
| 年度      | 乗車人員総数 | 乗車人員総数 | 内 定期利用者数 | 内 定期利用者数 | 内 定期利用者数 | 出典     |
| 年度      | 人/日        | 増減         | 人/日           | 増減            | 利用率          | 出典     |
| --------- | ------------ | ------------ | --------------- | --------------- | --------------- | -------- |
| 2019(R01) | 2,820        | 3.96%        | 1,732           | 6.91%           | 61.43%          | [ 明 1 ] |
| 2020(R02) | 2,573        | -8.76%       | 1,701           | -2.05%          | 66.13%          | [ 明 1 ] |
| 2021(R03) | 2,707        | 5.22%        | 1,748           | 2.74%           | 64.57%          | [ 明 1 ] |

## 駅周辺

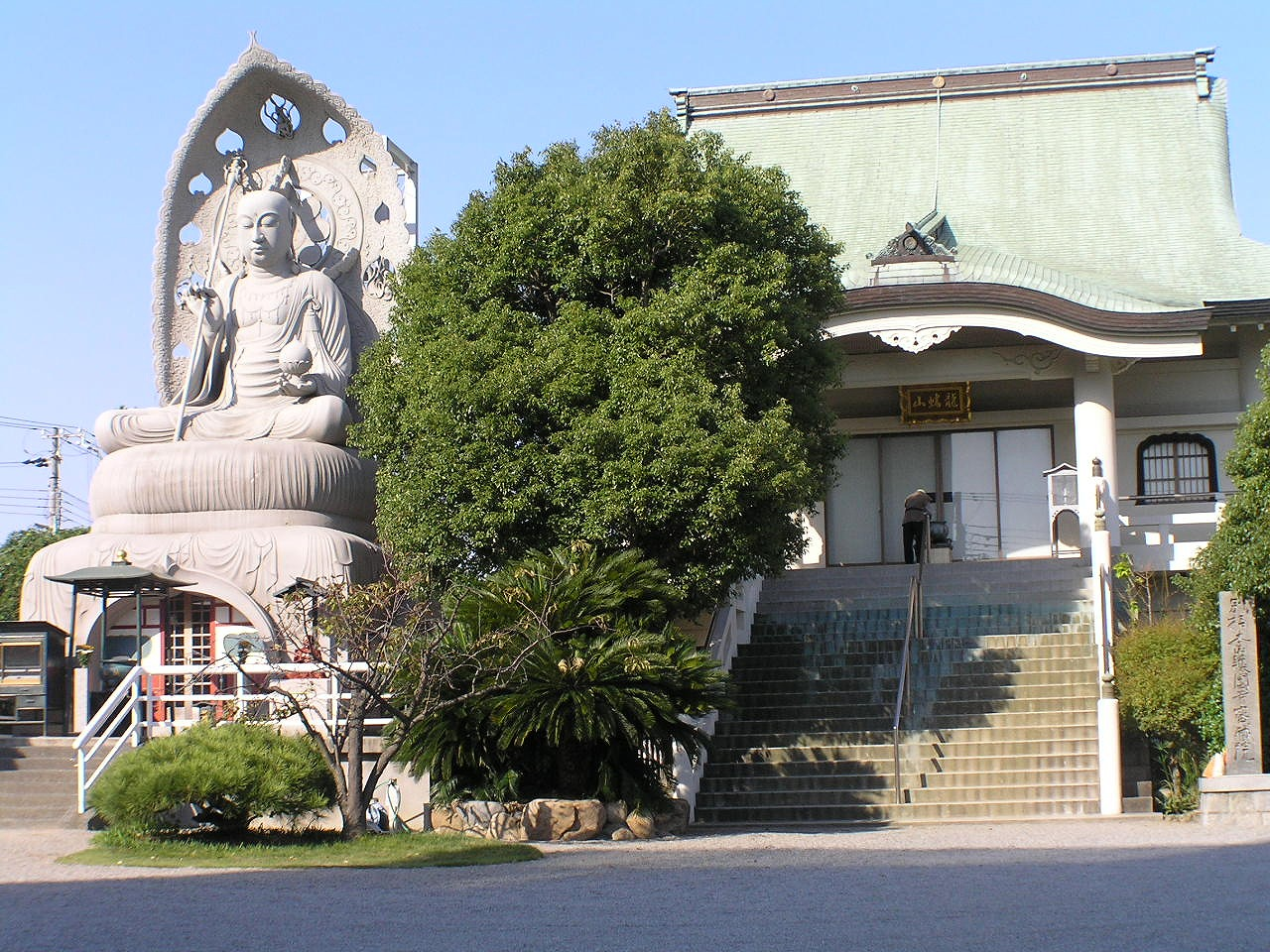
密蔵院（大地蔵）
- 林崎漁港
- 船上城跡
- 兵庫県立がんセンター内緑地帯
（旧・兵庫県立明石西公園）
- 無量光寺
- 善楽寺（圓珠院・戒光院・實相院）
- 伊弉冊神社
- 明石田町郵便局
- 明石市立衣川中学校
- 明石大橋
（国道2号の橋。明石海峡大橋とは別）
- 兵庫県道718号明石高砂線
（旧・国道250号）
- マルアイ 硯町店
- Joshin明石店
- 万代 明石硯町店
- イズミヤ神戸玉津店
- スーパーマルハチ 硯町店
- ふくやま病院
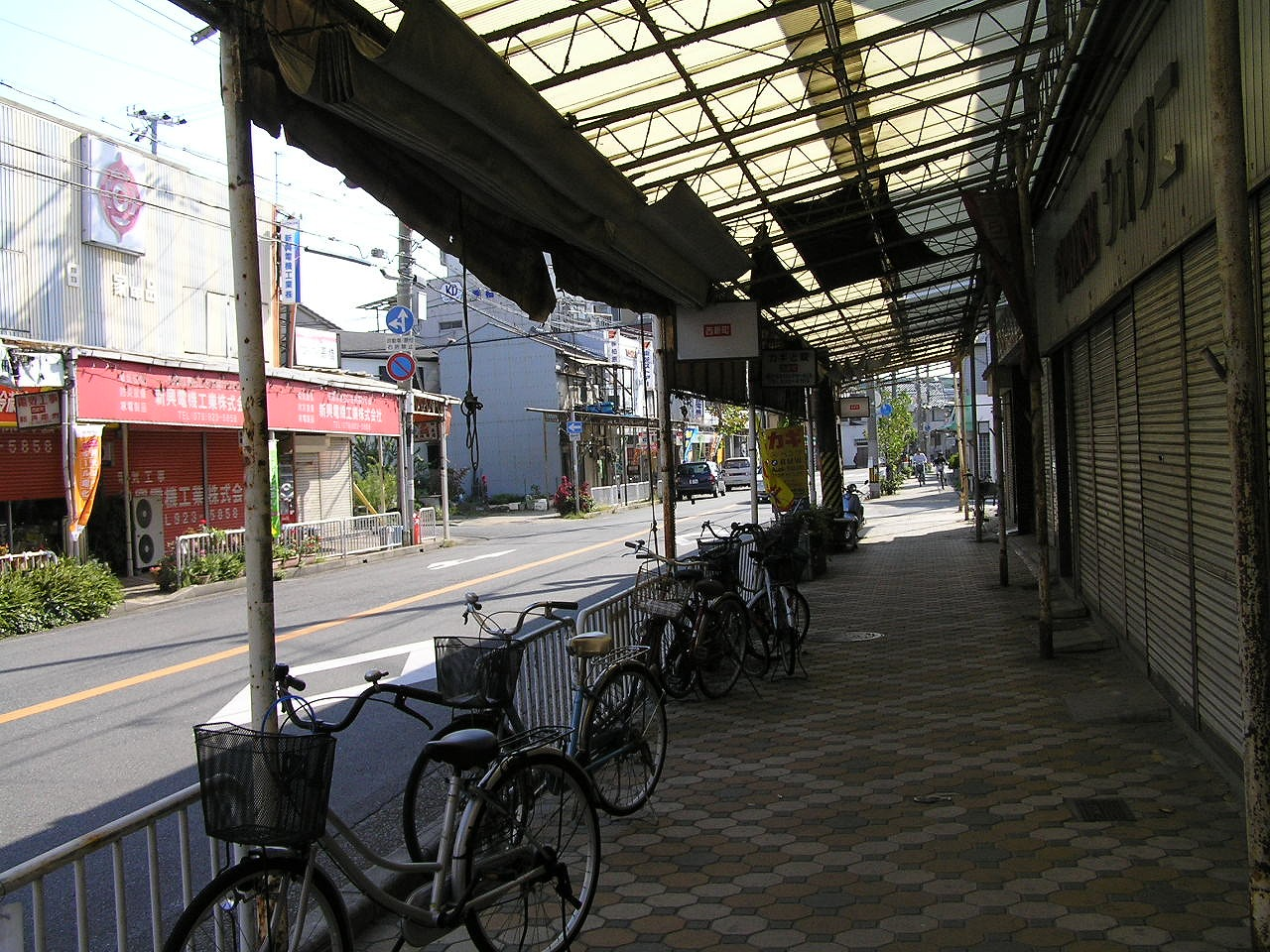
空爆犠牲者之碑（西新町車庫跡地）
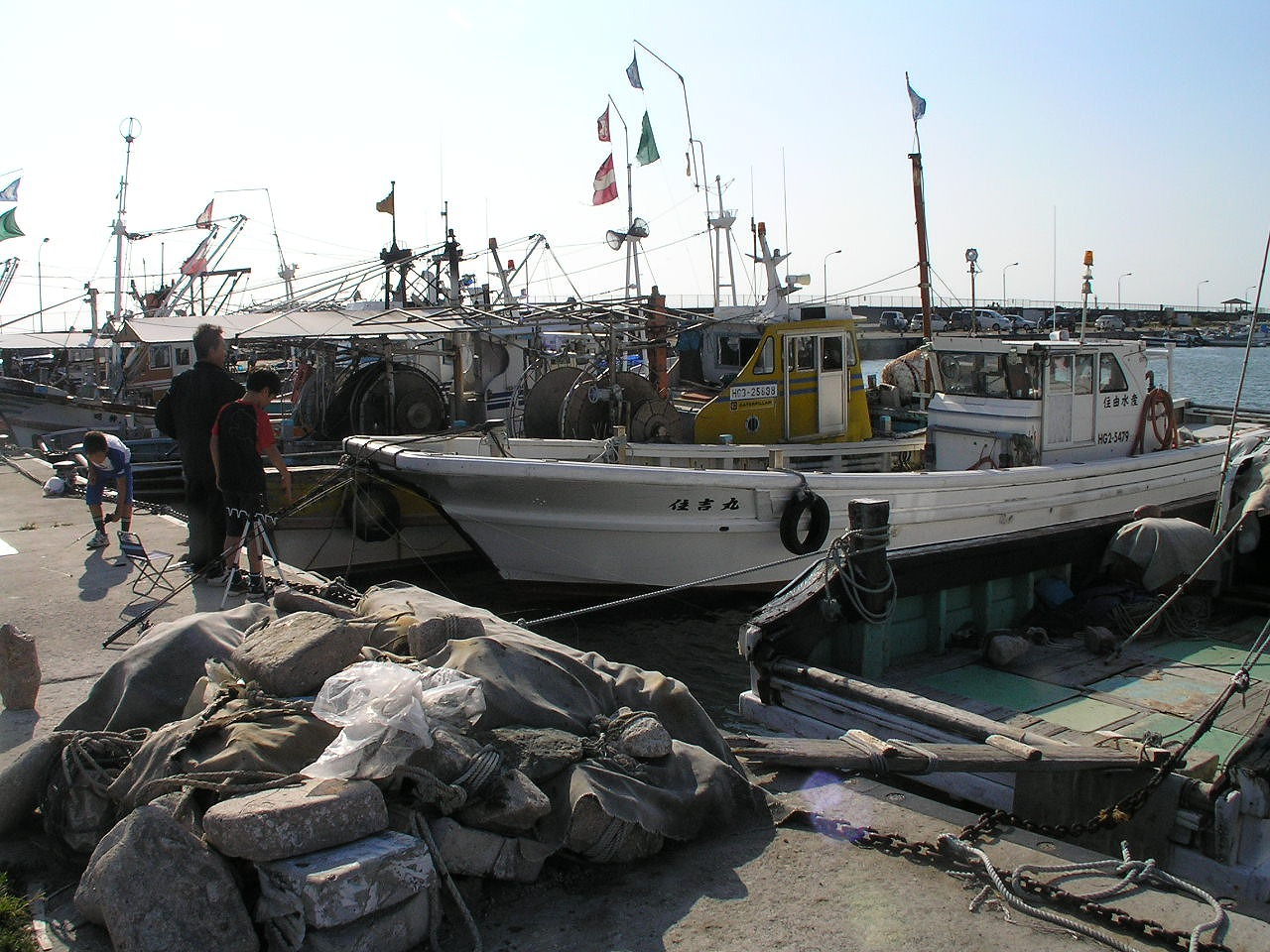
林崎漁港
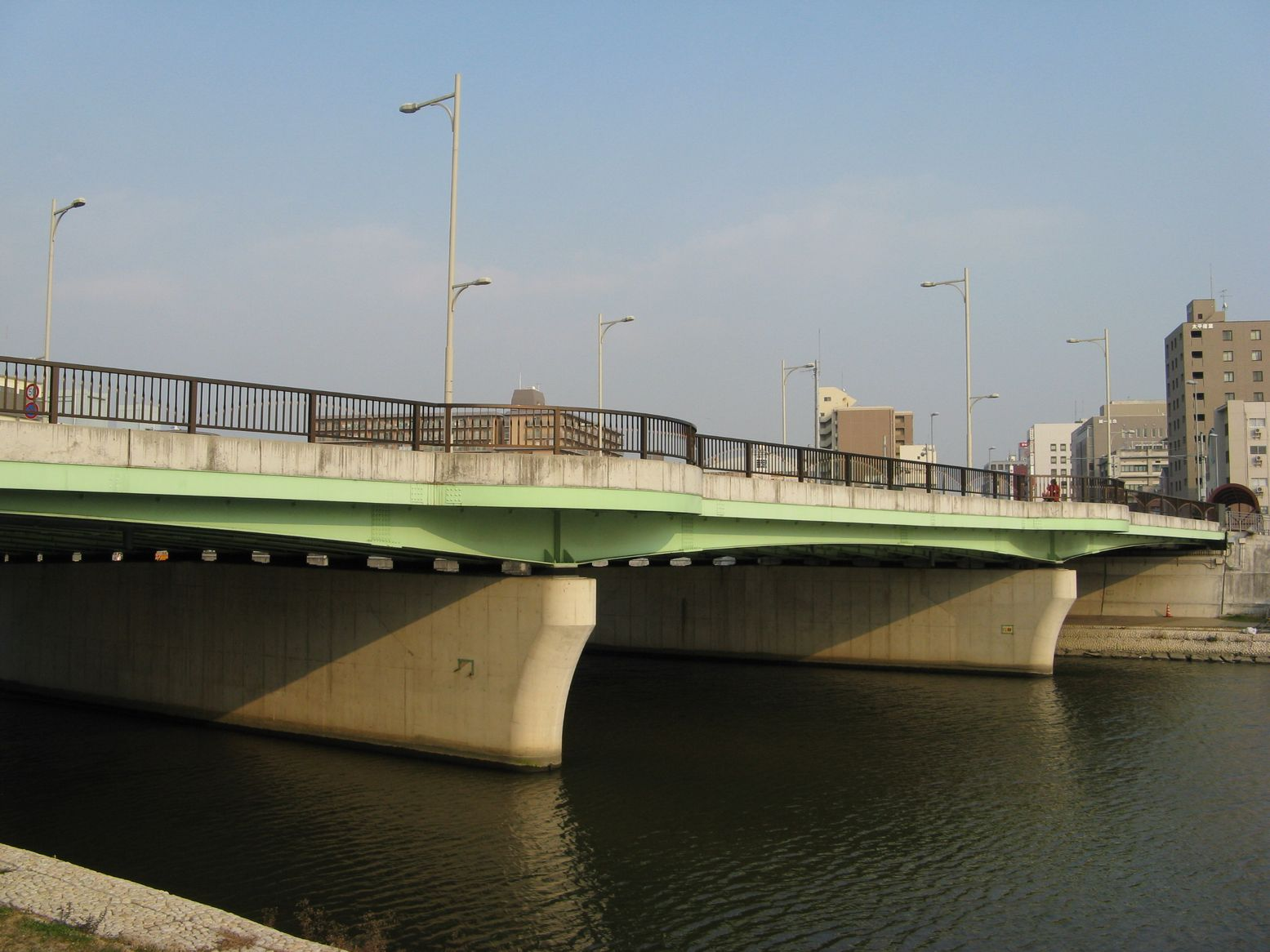
明石大橋

- 密蔵院（大地蔵）
- 西新町駅前通
- 林崎漁港
- 明石大橋

## バス路線
北の国道2号沿いに国道西新町、南の県道718号線沿いに南王子町停留所がある。いずれも、神姫バスが運行。

### 国道西新町停留所
国道2号南側
1系統：硯町・西明石駅・国道大久保・福里経由土山駅行
4系統：硯町・西明石駅・国道大久保・福里・国道土山経由 加古川駅行
2系統：硯町・西明石駅・沢野経由高丘巡回 天郷行
3系統：硯町・西明石駅・大久保駅経由 明石中央体育会館行
6系統：硯町・西明石駅・大久保駅経由 石ヶ谷墓園北行
30系統：硯町・玉津曙経由 平野八幡神社前行
35系統：硯町・玉津曙・平野八幡神社前・平野小学校前・和田経由（一部養田経由） 押部谷（栄）行
36系統：硯町・玉津曙・平野八幡神社前・田井北口・三木営業所（一部止まり）・小野経由社行
37系統：硯町・玉津曙・平野八幡神社前・平野小学校前・堅田経由 西神中央駅行
43系統：硯町・玉津曙・平野八幡神社前・芝崎・かすがプラザ前経由 西神中央駅行
72系統：硯町・宮の上・貴崎4丁目経由（一部止まり） 西明石駅行
73循系統：硯町・宮の上・貴崎4丁目・藤江小学校前経由 林崎方面行
国道2号北側
1 - 72系統：明石郵便局前経由 明石駅行（71循・72系統は、明石国道本町停留所に停車）
71系統：明石郵便局前・明石国道本町・明石駅・銀座経由 市役所行

### 南王子町停留所
県道718号線北側
70系統：大観橋・明石本町・魚の棚・明石駅・銀座経由 市役所行
70・73循系統：大観橋・明石本町・銀座経由 明石駅行
75系統：岬町・明石本町・銀座経由 明石駅行
75系統：岬町・明石本町・魚の棚・明石駅・銀座経由 市役所行
県道718号線南側
70・75系統：林崎・藤江小学校前経由 藤江駅行
71循系統：林崎・藤江小学校前経由 貴崎4丁目・硯町方面行
71系統：林崎・藤江小学校前経由 貴崎4丁目止

## 西新町駅が登場する文学作品
- 椎名麟三 『美しい女』に登場する「N駅」は、当駅のこととされる[4]。

## 隣の駅
山陽電気鉄道
本線
■直通特急・■特急・■S特急
通過
■普通
山陽明石駅 (SY 17) - 西新町駅 (SY 18) - 林崎松江海岸駅 (SY 19)